# Acusación
La acusación o imputación es el cargo que se formula ante autoridad competente contra una o varias personas determinadas, por considerarlas responsables de un delito o falta, con el objetivo de que se le aplique la sanción prevista. Esta persona recibe el nombre de acusado.

## Regulación por países

### España
En el proceso penal, el plenario se inicia con la acusación que consiste en una declaración de voluntad formal del titular de la acción penal - ministerio público, acusador particular o ambos - por la cual, haciendo mérito de las piezas de convicción allegadas al sumario formula un juicio de culpabilidad en contra del procesado que hubiese sido indagado sobre el objeto de reproche.
La acusación fiscal debe ser concreta, precisa y terminante, en cuanto a todos y cada uno de los hechos delictuosos motivo del proceso, y en cuanto a la imputabilidad y responsabilidad de los procesados, debiendo indicar igualmente el monto de las penas que se solicitan. Sin ella el plenario no existe, y su omisión anula la sentencia.
Imputar y probar son aspectos inescindibles de la tarea acusatoria. En el proceso penal por su contenido el acusado conocerá del hecho imputado, esto es, el hecho que se tuvo en cuenta en la declaración o que surgió de la exposición, su calificación legal y las pruebas que el fiscal de investigación consideró hábiles, a los fines de pergeñar su conveniente descargo (A. Bortwick). Este jurista, destaca cuatro elementos integradores de la acusación:
1. Elementos subjetivos, datos personales identificatorios.
2. Elemento objetivo, referido a la enunciación de los hechos, que debe ser: clara, precisa, circunstanciada y específica.
3. Elemento jurídico, o sea su calificación legal, tipificación o subsunción del hecho concreto en una figura del Código Penal. Asimismo, habrá de consignarse todo lo referente al concurso, grado de participación y calificantes de la responsabilidad penal, en la medida en que encontraran presentes.
4. Elemento volitivo, es decir, ha de ser motivada.